# 大島高精

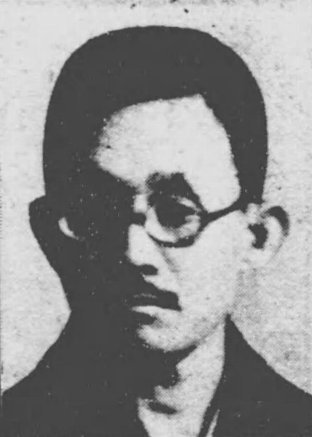
大島高精

大島 高精（おおしま たかよし、1885年10月17日 - 1964年3月6日）は、日本の政治家。衆議院議員（1期）。

## 経歴
大分県佐伯市出身。アメリカに渡り、ヴァンダービルト大学、シカゴ大学、コロンビア大学大学院で学ぶ。帰国後万朝報の記者となり、主筆となる。その後、陸海軍の嘱託講師を経て、関東軍、支那派遣軍、北支派遣軍の各司令部の嘱託となる。
1942年（昭和17年）の第21回衆議院議員総選挙では郷里の大分1区（当時）から翼賛政治体制協議会の推薦を受けて立候補して当選する。翼政会政調陸軍委員となった。戦後、推薦議員のため、公職追放となり、追放解除後も立候補することはなかった。1964年（昭和39年）死去。

## 著書
- 『戦前戦後の世界』隆文館、1921年（大正10年）
- 『米国と太平洋』新政倶楽部、1924年（大正13年）
- 『軍縮の脅威』愛国青年会、1931年（昭和6年）
- 『独逸統一史論』旺文社、1944年（昭和19年）[5][6]